# El Achiq
Pour plus de détails, voir Fiche technique et Distribution.
El Achiq est un film algérien sorti en 2017. Réalisé par Amar Sifodil, ce film participe au Festival international du film arabe d'Oran.

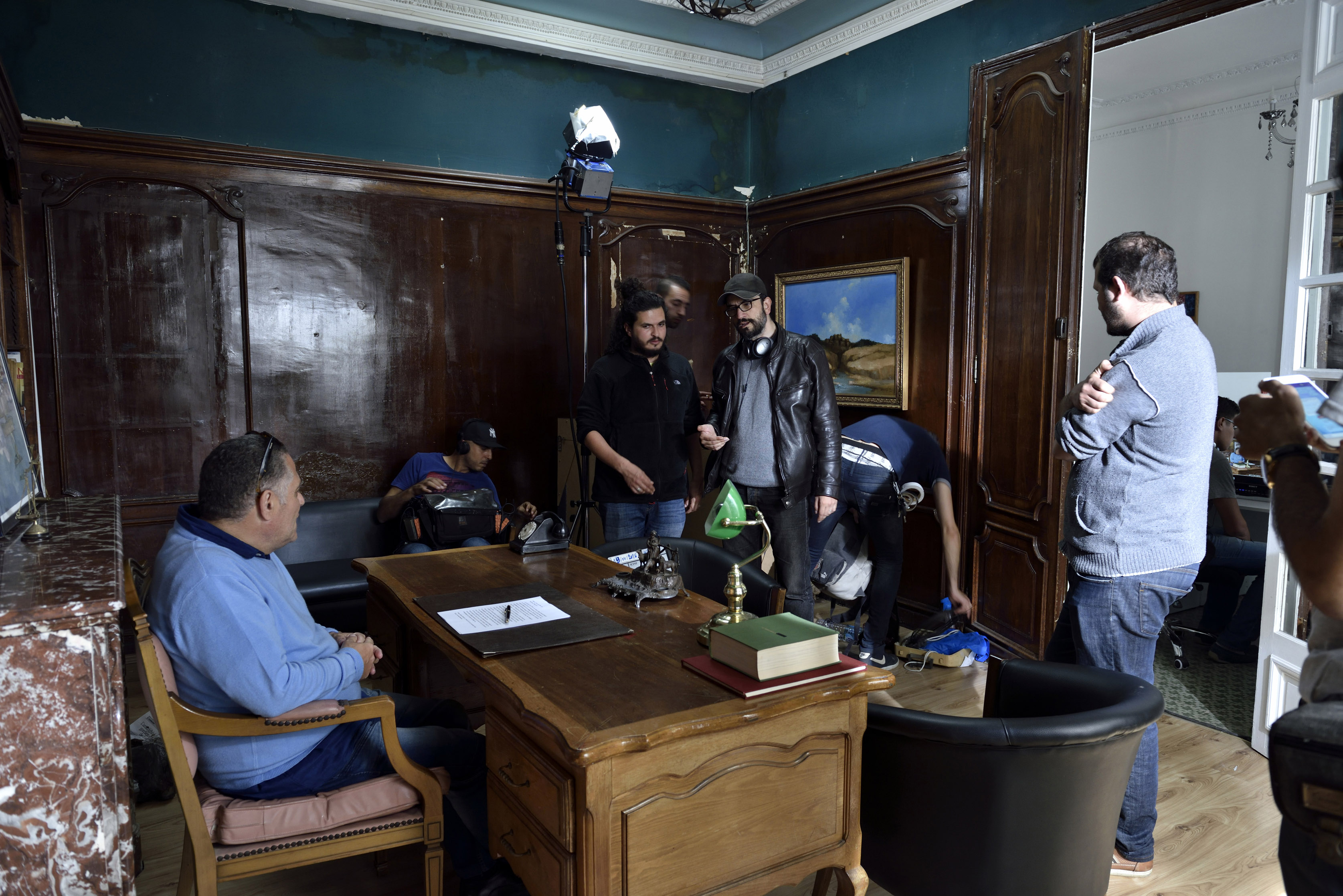
Photo de tournage El Achiq

## Synopsis
1958, à la veille de la visite du général De Gaulle à Constantine, le cadavre de Mohamed Saleh, un jeune chanteur populaire a été retrouvé aux abords du Ruhmel. Une double enquête est menée autour de son assassinat. Khodja Ben Abdeltif, commissaire algérien à la retraite est approché par les autorités françaises pour élucider ce mystérieux meurtre. En parallèle à ça, des militants du FLN tentent aussi de comprendre les raisons de cet effroyable crime.

## Fiche technique
- Titre : El Achiq
- Réalisation : Amar Sifodil
- Assistant réalisateur : Walid Bouchebah
- Production et distribution : Centre algérien de développement du cinéma
- Producteur exécutif : Issam Prod
- Directeur de production : Hamid Bouhrour
- Photographie : Ahmed Talantikite
- Montage : Houssem Eddine Rais
- Musique : Grd
- Son : Amine Teggar
- Pays d'origine : Algérie
- Durée : 100 minutes
- Date de sortie : 2017 
  - sélection officielle au Festival international du film arabe d'Oran 2017
  - Le 20 mai 2021 sortie nationale en Algérie[3]

## Distribution
- Aziz Boukrouni : commissaire Khodja
- Laurent Gernigon : Commandant Corbin
- Youcef Sehairi : Abeid
- Stéphane Bonnet : Henry
- Amira Hilda Douaouda : Francine
- Mohamed Djouhri : Maître giudicelli